# Mezei István (matematikus)
| Mezei István                              | Mezei István                                      |
| Kattints az alábbi külső linkek egyikére! | Kattints az alábbi külső linkek egyikére!         |
| ----------------------------------------- | ------------------------------------------------- |
| Nem található szabad kép.(?)              |                                                   |
| külső link · jogvédett                    | Mezei István. Javaslat Rátz Tanár Úr Életműdíjra. |

Mezei István (Bia, 1946. május 20. – Budapest, 2017. november 4.) magyar matematikus, matematikatanár.

## Életútja
1969-ben szerzett matematika-fizika szakos diplomát az ELTE Természettudományi Karán. Ezt követően az egyetemen maradt és az Analízis II. Tanszéken gyakornokként kezdett dolgozni, majd egyetemi tanársegéd lett. Nyugdíjazásáig egyetemi adjunktusi beosztásban dolgozott, és a tanítást haláláig folytatta. Kezdetekben a variációszámítás és az optimális folyamatok elmélete témaköreiben végzett tudományos munkát. Egyetemi doktori értekezését 1980-ban Végtelen idejű diszkrét optimális folyamatok vizsgálata címmel írta. Az egyetemi munkája mellett az óbudai Árpád Gimnáziumban is tanított 1987-től majd három évtizedig. 1984 és 1995 között az Arany Dániel Matematikaverseny Kezdő Bizottságának tagja volt.
1984 és 2010 között évente egymás után 27-szer teljesítette a Kinizsi Százas teljesítménytúrát, 2011-ben megmászta a Kilimandzsárót, és kétszer járta végig az El Camino zarándokútvonalat. Az elsők között volt, akik végig mentek a magyar Szent Jakab-zarándokúton Budapest és Lébény között.
2017-ben Rátz Tanár Úr-életműdíjban részesült, de november 4-én bekövetkezett halála miatt a díjat már nem vehette át személyesen. A november 29-én, a Magyar Tudományos Akadémián megtartott ünnepségen fia, Mezei Bálint vette át a kitüntetést.

## Művei
- Analízis példatár (1986, társszerző, Műszaki Könyvkiadó)
- Bevezetés az analízisbe (2014, társszerző, Typotex)
- Introductory course in analysis (2014, társszerző, Typotex)

## Díjai
- Rátz Tanár Úr-életműdíj (2017)